# أمبروسيو دي موراليس
أمبروسيو دي موراليس (بالإسبانية: Ambrosio de Morales) هو عالم آثار ومؤرخ إسباني، ولد في 1513 في قرطبة في إسبانيا، وتوفي بنفس المكان في 21 سبتمبر 1591.